# Enrico Solmi
Enrico Solmi (n. Spilamberto, Provincia de Módena, Italia, 18 de julio de 1956) es un obispo católico, teólogo, profesor y escritor italiano.
Actualmente desde 2008, tras ser nombrado por el papa Benedicto XVI, es el nuevo Obispo de la Diócesis de Parma.
También desde 2010, ocupa diversos cargos en la Conferencia Episcopal Italiana.

## Biografía

### Inicios, formación y primeros trabajos
Nacido en la localidad italiana de Spilamberto en la Provincia de Módena, el día 18 de julio de 1956.
Desde muy joven descubrió su vocación religiosa y decidió entrar al seminario metropolitano menor y mayor de Módena y también estudió en el Instituto Inter-Reggio Emilia.
Tras finalizar su formación eclesiástica, el día 28 de junio de 1980 fue ordenado sacerdote por el Arzobispo Mons. Bruno Foresti, siendo incardinado para su diócesis natal: "Módena-Nonantola".
Seguidamente se trasladó a la ciudad de Roma para completar sus estudios superiores, donde obtuvo un Doctorado en Teología moral por la Academia Pontificia Alfonsiana y después en Milán, se especializó en Bioética por la Universidad Católica del Sagrado Corazón.
Posteriormente en 1981, comenzó a trabajar como profesor de Teología moral en el Instituto Inter-Reggio Emilia donde él mismo estudió y en 1987 en el Instituto de Ciencias Religiosas de Módena.
Luego en 1991 fue el delegado del arzobispo metropolitano para el cuidado pastoral de las familias y en 1996 dirigió el centro diocesano de la misma diócesis.
En 2005, se convirtió en vicario episcopal y además al mismo tiempo fue vicario de los municipios de San Felice sul Panaro y Santa Rita, director de la oficina pastoral de la familia de la Región Eclesiástica Emilia-Romaña y Capellán del famoso equipo de fútbol de la zona, el Modena Football Club.

### Ministerio episcopal
Tiempo más tarde desde el 19 de enero de 2008, tras ser nombrado por el papa Benedicto XVI, es el nuevo Obispo de la Diócesis de Parma, en sucesión de Mosn. Silvio Cesare Bonicelli que renunció por motivos de edad.
Recibió la consagración episcopal el día 9 de marzo de ese año, en la Catedral de Módena, a manos de su consagrante principal el Arzobispo Mons. Benito Cocchi y sus co-consagrantes el también Arzobispo Mons. Bartolomeo Santo Quadri y su predecesor en el cargo Mons. Silvio Cesare.
Luego ya tomó posesión el 30 de marzo día de Octava de Pascua, en la Catedral de Parma y eligió como lema episcopal la frase: "In nomine Domini". 
Actualmente al mismo tiempo que es obispo, también desde el 27 de mayo de 2010 es Presidente de la Comisión Episcopal Permanente de Familia y Vida de la Conferencia Episcopal Italiana ("Conferenza Episcopale Italiana"). 
Además cabe destacar que en el mes de julio de 2013 fue un gran participé de la Jornada Mundial de la Juventud 2013 en la ciudad de Río de Janeiro (Brasil), donde encabezó la delegación de su diócesis "Parma". Y ha sido uno de los cuatro delegados elegidos por la Conferencia Episcopal Italiana para participar en los trabajos del Sínodo sobre la Familia en la XIV Asamblea General Ordinaria del sínodo de obispos de 2015.
En la actualidad, también se ha convertido en uno de los asesores más destacados del papa Francisco.

## Obras
- Evangelizzazione e sacramento del matrimonio nella Chiesa italiana. Uno studio dell'insegnamento della CEI sul matrimonio nel periodo post-conciliare, Libreria della Dottrina Cristiana "Elledici", (1990)
- Piccolo manuale di pastorale familiare, San Paolo Edizioni,[7] (1999)
- La famiglia per il volto missionario della Chiesa (con Dionigi Tettamanzi), Centro Ambrosiano, (2004)
- Il disegno di Dio su matrimonio e famiglia. Uno sguardo al Magistero della Chiesa, San Paolo Edizioni, (2015)